# Senátní obvod č. 75 – Karviná
Senátní obvod č. 75 – Karviná je podle zákona č. 247/1995 Sb. tvořen částí okresu Karviná, tvořenou obcemi Dětmarovice, Doubrava, Orlová, Horní Suchá, Albrechtice, Těrlicko, Stonava, Karviná a Petrovice u Karviné.
Současným senátorem je od roku 2020 Ondřej Feber za hnutí ANO.

## Senátoři

Antonín Petráš
Eduard Matykiewicz
Radek Sušil
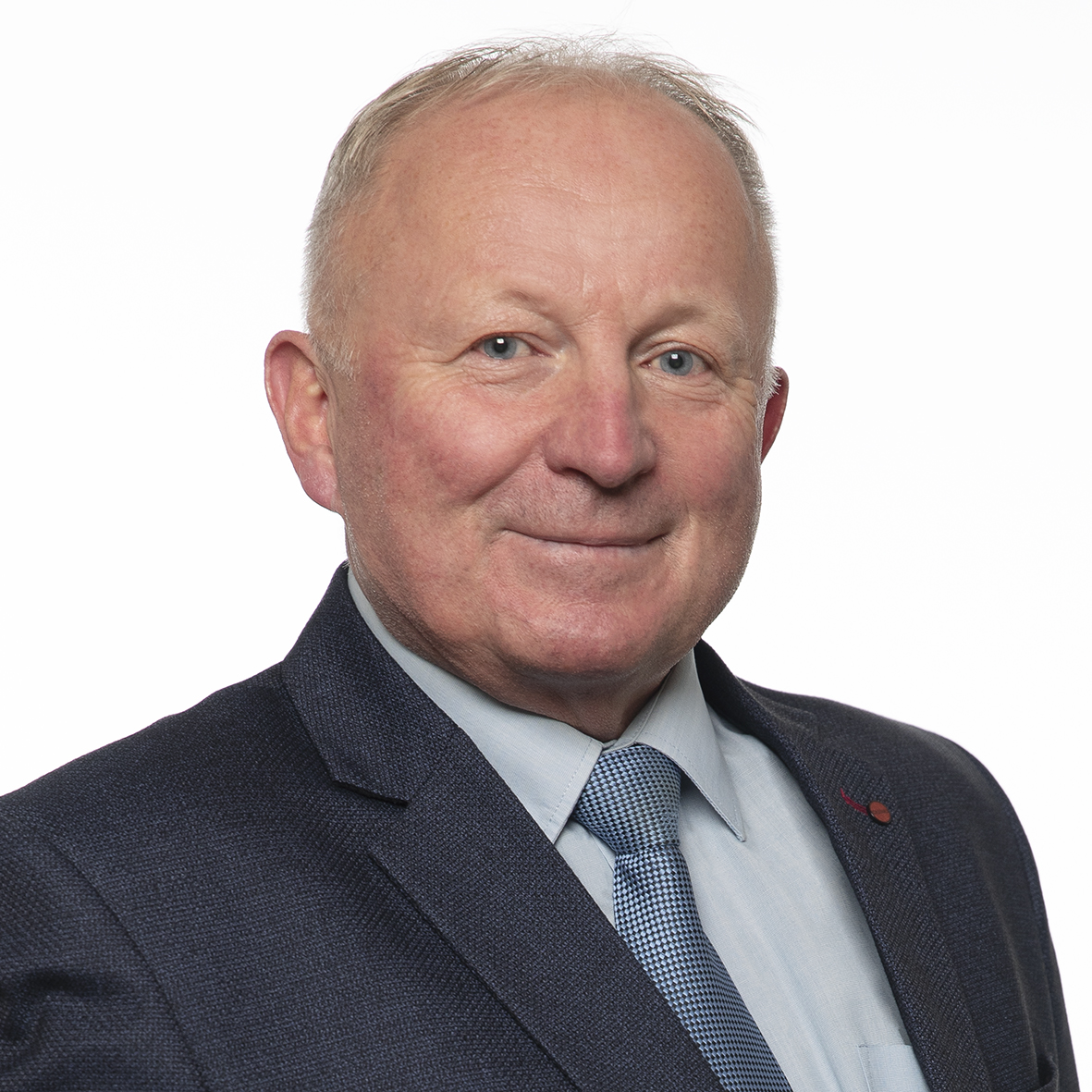
Ondřej Feber

| Volby | Volby              | Senátor             | Volební strana | Navrhující strana | Politická příslušnost | Odkaz  |
| ----- | ------------------ | ------------------- | -------------- | ----------------- | --------------------- | ------ |
|       | 1996               | Mgr. Antonín Petráš | KSČM           | KSČM              | KSČM                  | profil |
| 2002  | Eduard Matykiewicz | profil              | KSČM           | KSČM              | KSČM                  |        |
|       | 2008               | MUDr. Radek Sušil   | ČSSD           | ČSSD              | BEZPP                 | profil |
| 2014  | ČSSD               | MUDr. Radek Sušil   | ČSSD           | ČSSD              | profil                |        |
|       | 2020               | Ing. Ondřej Feber   | ANO            | ANO               | ANO                   | profil |

## Volby

### Rok 1996
| Kandidát                       | Volební strana | Navrhující strana | Politická příslušnost | Počet hlasů (1. kolo) | %     | Počet hlasů (2. kolo) | %     |
| ------------------------------ | -------------- | ----------------- | --------------------- | --------------------- | ----- | --------------------- | ----- |
| Mgr. Antonín Petráš            | KSČM           | KSČM              | KSČM                  | 5 723                 | 28,16 | 7 755                 | 52,25 |
| Ing. Bohumír Bobák             | ČSSD           | ČSSD              | ČSSD                  | 5 422                 | 26,68 | 7 088                 | 47,75 |
| Ing. Zdeněk Vajter             | ODS            | ODS               | ODS                   | 3 818                 | 18,79 | —                     | —     |
| MUDr. Bohuslav Chwajol, CSc.   | ODA            | ODA               | BEZPP                 | 2 262                 | 11,13 | —                     | —     |
| MUDr. František Pluhař         | NK             | NK                | ODS                   | 994                   | 4,89  | —                     | —     |
| Doc. ThDr. Ing. Jacques Trojan | KDU-ČSL        | KDU-ČSL           | BEZPP                 | 943                   | 4,64  | —                     | —     |
| Ladislav Žáček                 | SŽJ            | SŽJ               | SŽJ                   | 849                   | 4,18  | —                     | —     |
| Mgr. Jaroslav Dadok            | MSLK_96        | MOR_SLEZ          | ČMUS                  | 310                   | 1,53  | —                     | —     |

### Rok 2002
| Kandidát                | Volební strana | Navrhující strana | Politická příslušnost | Počet hlasů (1. kolo) | %     | Počet hlasů (2. kolo) | %     |
| ----------------------- | -------------- | ----------------- | --------------------- | --------------------- | ----- | --------------------- | ----- |
| Eduard Matykiewicz      | KSČM           | KSČM              | KSČM                  | 4 020                 | 28,79 | 9 469                 | 51,81 |
| Ing. Petr Trojek        | ODS            | ODS               | ODS                   | 3 506                 | 25,10 | 8 805                 | 48,18 |
| JUDr. Karin Němcová     | ČSSD           | ČSSD              | ČSSD                  | 2 892                 | 20,71 | —                     | —     |
| JUDr. Ing. Josef Byrtus | KDU-ČSL        | KDU-ČSL           | KDU-ČSL               | 1 385                 | 9,91  | —                     | —     |
| Ing. Květuše Szyroká    | SNK            | SNK               | BEZPP                 | 1 382                 | 9,89  | —                     | —     |
| Ing. Vavřinec Fójcik    | CZ             | CZ                | BEZPP                 | 778                   | 5,57  | —                     | —     |

### Rok 2008
| Kandidát            | Volební strana | Navrhující strana | Politická příslušnost | Počet hlasů (1. kolo) | %     |
| ------------------- | -------------- | ----------------- | --------------------- | --------------------- | ----- |
| MUDr. Radek Sušil   | ČSSD           | ČSSD              | BEZPP                 | 15 254                | 53,34 |
| Eduard Matykiewicz  | KSČM           | KSČM              | KSČM                  | 4 844                 | 16,94 |
| Ondřej Feber        | NK             | NK                | BEZPP                 | 4 005                 | 14,00 |
| Ing. Petr Trojek    | ODS            | ODS               | ODS                   | 3 750                 | 13,11 |
| JUDr. Peter Halák   | SZ             | SZ                | SZ                    | 569                   | 1,98  |
| PhDr. Vladimír Pelc | SDŽ            | SDŽ               | SDŽ                   | 172                   | 0,60  |

### Rok 2014
| Kandidát                   | Volební strana | Navrhující strana | Politická příslušnost | Počet hlasů (1. kolo) | %     | Počet hlasů (2. kolo) | %     |
| -------------------------- | -------------- | ----------------- | --------------------- | --------------------- | ----- | --------------------- | ----- |
| MUDr. Radek Sušil          | ČSSD           | ČSSD              | ČSSD                  | 8 503                 | 35,73 | 6 066                 | 62,63 |
| MUDr. Martin Gebauer       | ANO            | ANO               | BEZPP                 | 5 129                 | 21,55 | 3 618                 | 37,36 |
| Tomaš Gallik               | KSČM           | KSČM              | KSČM                  | 4 647                 | 19,53 | —                     | —     |
| Ing. Česlava Lukaštíková   | NEZ            | NEZ               | BEZPP                 | 2 170                 | 9,11  | —                     | —     |
| Mgr. Vladislav Szkandera   | KDU-ČSL        | KDU-ČSL           | KONS                  | 2 085                 | 8,76  | —                     | —     |
| Ing. Ph.D. Werner Bernatík | ODS            | ODS               | ODS                   | 1 260                 | 5,29  | —                     | —     |

### Rok 2020
| Kandidát | Kandidát                          | Volební strana | Navrhující strana | Politická příslušnost | Počet hlasů (1. kolo) | %     | Počet hlasů (2. kolo) | %     |
| -------- | --------------------------------- | -------------- | ----------------- | --------------------- | --------------------- | ----- | --------------------- | ----- |
|          | Ing. Ondřej Feber                 | ANO            | ANO               | ANO                   | 5 852                 | 26,12 | 3 412                 | 50,62 |
|          | MUDr. Radek Sušil                 | ČSSD           | ČSSD              | ČSSD                  | 3 335                 | 14,88 | 3 328                 | 49,37 |
|          | Mgr. Radim Kravčík                | Piráti         | Piráti            | BEZPP                 | 2 451                 | 10,94 | —                     | —     |
|          | Mgr. Miroslav Chlubna             | NEZ            | NEZ               | NEZ                   | 2 184                 | 9,75  | —                     | —     |
|          | Zdena Černínová                   | KSČM           | KSČM              | BEZPP                 | 1 943                 | 8,67  | —                     | —     |
|          | doc. Ing. Marian Lebiedzik, Ph.D. | DV 2016        | DV 2016           | BEZPP                 | 1 684                 | 7,51  | —                     | —     |
|          | MUDr. Naděžda Franková            | SPD            | SPD               | SPD                   | 1 648                 | 7,35  | —                     | —     |
|          | Radomír Prus                      | NK             | NK                | BEZPP                 | 1 170                 | 5,22  | —                     | —     |
|          | MUDr. Daniel Placzek              | Trikolóra      | Trikolóra         | BEZPP                 | 821                   | 3,66  | —                     | —     |
|          | Lubomír Kuznik                    | VOK            | VOK               | BEZPP                 | 657                   | 2,93  | —                     | —     |
|          | MUDr. Eliška Lazarová             | ANK 2020       | ANK 2020          | BEZPP                 | 343                   | 1,53  | —                     | —     |
|          | Mgr. et Bc. Karel Světnička       | MS Piráti      | MS Piráti         | MS Piráti             | 236                   | 1,05  | —                     | —     |
|          | RNDr. Radoslav Štědroň            | JEDNOTNÍ       | JEDNOTNÍ          | SSPD-SP               | 75                    | 0,33  | —                     | —     |

## Volební účast
|  | nejvyšší volební účast |  | nejnižší volební účast |

| Rok  | % (1. kolo) | % (2. kolo) |
| ---- | ----------- | ----------- |
| 1996 | 23,95       | 17,47       |
| 2002 | 15,87       | 21,16       |
| 2008 | 34,83       | —           |
| 2014 | 26,94       | 10,45       |
| 2020 | 26,44       | 7,72        |